# Alex Hassell
Alex Hassell, né le 17 septembre 1980, est un acteur anglais. Il est le cofondateur de la Factory Theatre Company (en).

## Biographie
Allex Hassell est né à Southend, le plus jeune de quatre enfants d'un père vicaire. Il s'est formé à la Central School of Speech and Drama.

## Carrière
Il est apparu dans un certain nombre de rôles sur scène, plus récemment comme Hal dans Henry IV, parties I et II, et Henry dans Henry V, pour la Royal Shakespeare Company,,.
Son premier rôle à Hollywood a été dans Bienvenue à Suburbicon de George Clooney (2017). En 2017, il est apparu dans son premier rôle majeur pour la télévision dans l'adaptation de la BBC de Miniaturiste de Jessie Burton, qui a été diffusée pour la première fois le lendemain de Noël 2017.

## Filmographie

### Cinéma

#### Longs métrages
- 2003 : Retour à Cold Mountain (Cold Mountain) d'Anthony Minghella : Un homme
- 2007 : The Sickhouse de Curtis Radclyffe : Nick
- 2011 : Anonymous de Roland Emmerich : Gabriel Spenser
- 2012 : The Grind de Rishi Opel : Le dealer
- 2014 : Miss In Her Teens de Matthew Butler-Hart : Le joueur
- 2015 : Two Down de Matthew Butler-Hart : John Thomas
- 2017 : Bienvenue à Suburbicon (Suburbicon) de George Clooney : Louis
- 2018 : The Isle de Matthew Butler-Hart : Oliver Gosling
- 2019 : Operation Brothers (Red Sea Diving Resort) de Gideon Raff : Max Rose
- 2021 : Macbeth (The Tragedy of Macbeth) de Joel Coen : Ross
- 2022 : Violent Night de Tommy Wirkola : Jason Lightstone
- 2023 : Locked In de Nour Wazzi : Dr Robert Lawrence

#### Court métrage
- 2017 : Health, Wealth & Happiness de Nic Alderton : Des
- 2018 : The Albion Tales de Nic Alderton : Des

### Télévision

#### Séries télévisées
- 2000 : Tessa, à la pointe de l'épée (Queen of Swords) : Andreo Rey
- 2003 : Murder in Mind : Jules
- 2003 : Death in Holy Orders : Peter Buckhurst
- 2005 : La Loi de Murphy (Murphy's Law) : Scott Garvey
- 2006 : Torchwood : Mark Lynch
- 2006 : Robin des Bois (Robin Hood) : Un soldat
- 2007 : Bonkers : Felix Nash
- 2008 : The Bill : Marcus Kendall
- 2008 : Love Soup : Jake Randall
- 2009 : Legend of the Seeker : L'épée de vérité (Legend of the Seeker) : Eryn
- 2010 : Miranda : Edmund Dettori
- 2011 : Les Arnaqueurs VIP : Vicomte Manley
- 2013 : Life of Crime : Colin Nash
- 2013 : Jo : Piet Nykvist
- 2013 : Way to Go : Philip
- 2014 : Affaires non classées (Silent Witness) : Simon Turner
- 2017 :  Miniaturiste (The Miniaturist) : Johannes Brandt
- 2018 : The Bisexual : David
- 2019 : Grantchester : Ernest Carter
- 2019 : The Boys : Translucide
- 2021 : Cowboy Bebop : Vicious
- 2022 : His Dark Materials : À la croisée des mondes (His Dark Materials) : Métatron
- 2023 : Everything Now : Rick
- 2024 : Rivals : Rupert Campbell-Black

#### Téléfilms
- 2003 : Sous haute protection (Danielle Cable: Eyewitness) d'Adrian Shergold : Stephen Cameron
- 2003 : Légions Les Guerriers de Rome (Boudica) : Un officier romain

### Divers
- 2016 : Songe d'une nuit d'été : Oberon / Theseus (dans Prom 48 des BBC Proms).